# Tangara
Tangara je početný rod ptáků z čeledi tangarovití, z řádu pěvců. Zahrnuje přesně 49 druhů.

## Výskyt a populace
Všechny druhy jsou z neotropických oblastí a většina z nich jsou poměrně rozšířené, většina má dle IUCN status málo dotčený, tedy nechráněný. Existují ale výjimky, jejich populace jsou nestabilní a ohrožené, takovým případem je například tangara zelenokápová (status zranitelný) nebo tangara Cabanisova (status ohrožený). Jejich oblíbeným stanovištěm jsou baldachýnové lesy, u některých výjimek jsou to ale i otevřená stanoviště. Nalézají se ve všech nadmořských výškách, ale nejčastěji je najdeme v andských subtropických a podhorských lesích Kolumbie, Ekvádoru a Peru.

## Popis
Jsou to poměrně malí ptáci, délka jejich těla se pohybuje od 11,5 až do 15 cm. Obecně se o tomto rodu tvrdí, že zahrnuje i jedny z nejpestřejších a nejbarevnějších druhů ptáků na světě.
Samice obvykle samy staví dobře skrytá hnízda pohárovitého tvaru a kladou do nich většinou dvě až tři hnědá nebo fialově kropenatá vejce. Z nich se mláďata vylíhnou do dvou týdnů a v dalších 15 až 16 dnech se plně opeří. Oba rodiče krmí mladé hmyzem a ovocem. Dospělí se výjimečně živí hmyzem, který sbírají za letu z listů, ale běžně je hlavní složkou jejich potravy ovoce, které tvoří 53–86 % jejich jídelníčku.

## Druhy
- Tangara zelenohrdlá (Tangara argyrofenges)
- Tangara zlatá (Tangara arthus)
- Tangara Cabanisova (Tangara cabanisi)
- Tangara hajní (Tangara callophrys)
- Tangara plavá (Tangara cayana)
- Tangara sedmibarvá (Tangara chilensis)
- Tangara zlatouchá (Tangara chrysotis)
- Tangara menší (Tangara cucullata)
- Tangara modrooká (Tangara cyanicollis)
- Tangara modrohlavá (Tangara cyanocephala)
- Tangara fialovokřídlá (Tangara cyanoptera)
- Tangara modrohnědá (Tangara cyanotis)
- Tangara modroprsá (Tangara cyanoventris)
- Tangara hnědohlavá (Tangara desmaresti)
- Tangara leskloskvrnná (Tangara dowii)
- Tangara nádherná (Tangara fastuosa)
- Tangara smaragdová (Tangara florida)
- Tangara zelenohlavá (Tangara fucosa)
- Tangara kropenatá (Tangara guttata)
- Tangara vavřínová (Tangara gyrola)
- Tangara Heineova (Tangara heinei)
- Tangara stříbrohrdlá (Tangara icterocephala)
- Tangara prostá (Tangara inornata)
- Tangara modrovousá (Tangara johannae)
- Tangara kovolesklá (Tangara labradorides)
- Tangara masková (Tangara larvata)
- Tangara středoamerická (Tangara lavinia)
- Tangara tyrkysová (Tangara mexicana)
- Tangara zelenokápová (Tangara meyerdeschauenseei)
- Tangara černopruhá (Tangara nigrocincta)
- Tangara stříbroskvrnná (Tangara nigroviridis)
- Tangara zlatošedá (Tangara palmeri)
- Tangara červenočelá (Tangara parzudakii)
- Tangara černohřbetá (Tangara peruviana)
- Tangara Phillipsova (Tangara phillipsi)
- Tangara hnědohřbetá (Tangara preciosa)
- Tangara skvrnitá (Tangara punctata)
- Tangara zlatohlavá (Tangara ruficervix)
- Tangara venezuelská (Tangara rufigenis)
- Tangara tropická (Tangara rufigula)
- Tangara zelenozlatá (Tangara schrankii)
- Tangara tříbarvá (Tangara seledon)
- Tangara čárkovaná (Tangara varia)
- Tangara modročerná (Tangara vassorii)
- Tangara opálová (Tangara velia)
- Tangara stříbrná (Tangara viridicollis)
- Tangara pampová (Tangara vitriolina)
- Tangara šafránová (Tangara xanthocephala)
- Tangara žlutobřichá (Tangara xanthogastra)